# Nomex

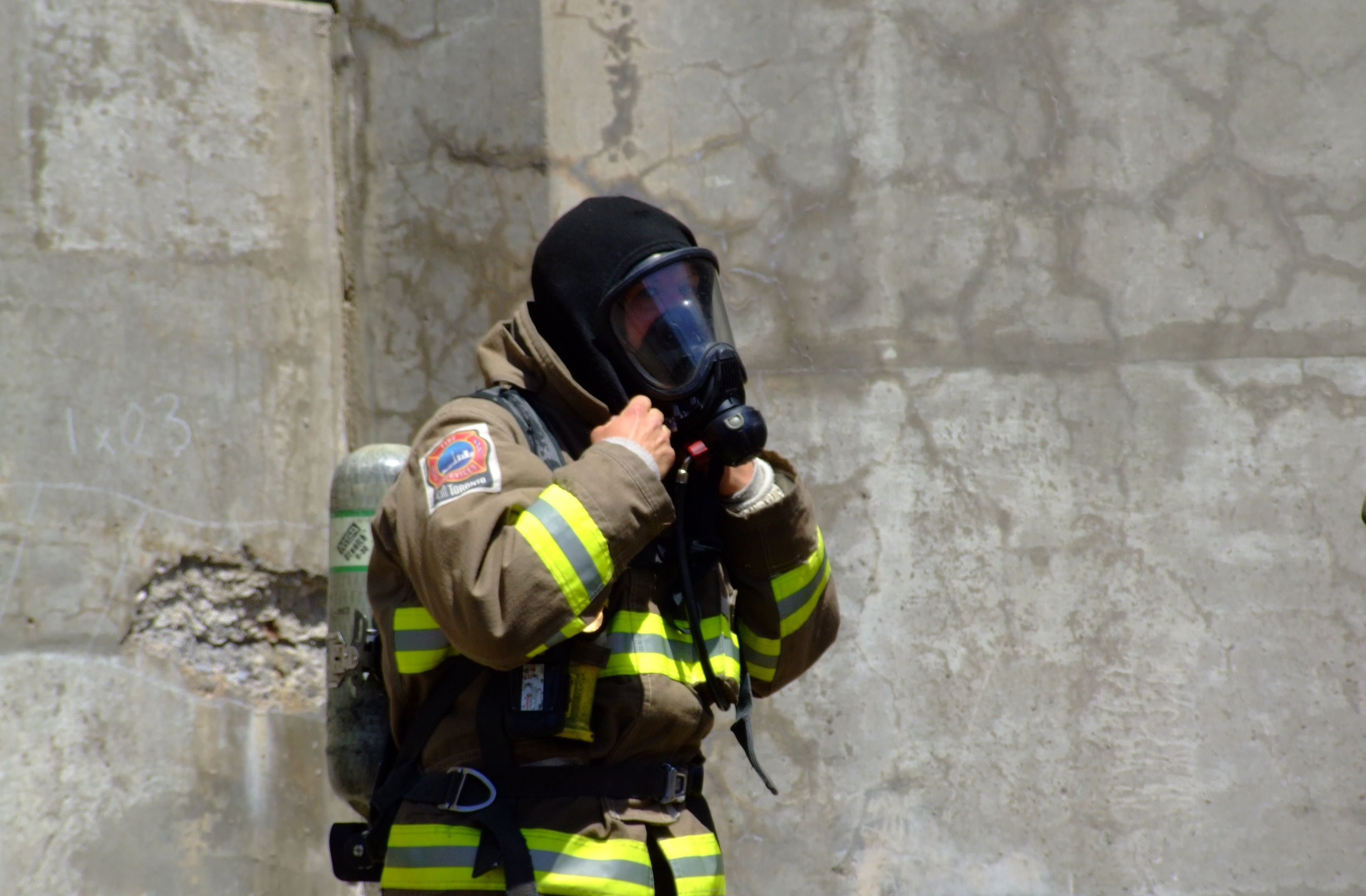
Um bombeiro em Toronto, Canadá, ajusta um capuz de Nomex em 2007.

Nomex é uma marca registrada para o material resistente ao fogo de meta-aramida desenvolvido no início dos anos 1960 pela DuPont e comercializado pela primeira vez em 1967. Os estudos e testes para a criação desse material começaram, todavia, em 1950. Na época, a DuPont estava buscando uma fibra que pudesse adicionar resistência térmica para as propriedades físicas do nylon. O nome original do material era HT-1 e o nome Nomex foi anunciado em 1963. 

## Propriedades
Nomex e polímeros de aramida relacionadas estão relacionadas ao nylon, mas tem esqueletos aromáticos, e, portanto, são mais rígidas e mais duráveis. Nomex é o exemplo principal de uma meta variante das aramidas (Kevlar é uma para-aramida). Diferentemente do Kevlar, as moléculas de Nomex não pode alinhar-se durante a formação de filamentos e tem uma resistência à tração menor. No entanto, tem excelente resistência química, térmica e à radiação de um material de polímero. Algumas das propriedades do Nomex podem ser vistas abaixo:
- Resistente ao fogo
- Isolante elétrico
- Isolante térmico
- Leve
- Flexível
- Alta absorção de umidade

## Síntese
Seu nome químico é (em inglês) poly (m-phenylene isophthalamide), o qual é produzido pela reação entre m-phenylenediamine e isophthaloyl chloride. O Nomex é caracterizado por anéis de fenilo meta-orientados. Uma questão interessante desse polímero é que, quando exposto ao extremo calor, ele passa por uma reação especial que muda suas propriedades para capturar mais energia no tecido, o que fornece mais proteção contra o calor. A reação para produção do Nomex é uma reação de condensação entre os monômeros citados acima. Essa reação pode ser observada na figura abaixo. 

Estrutura do Nomex

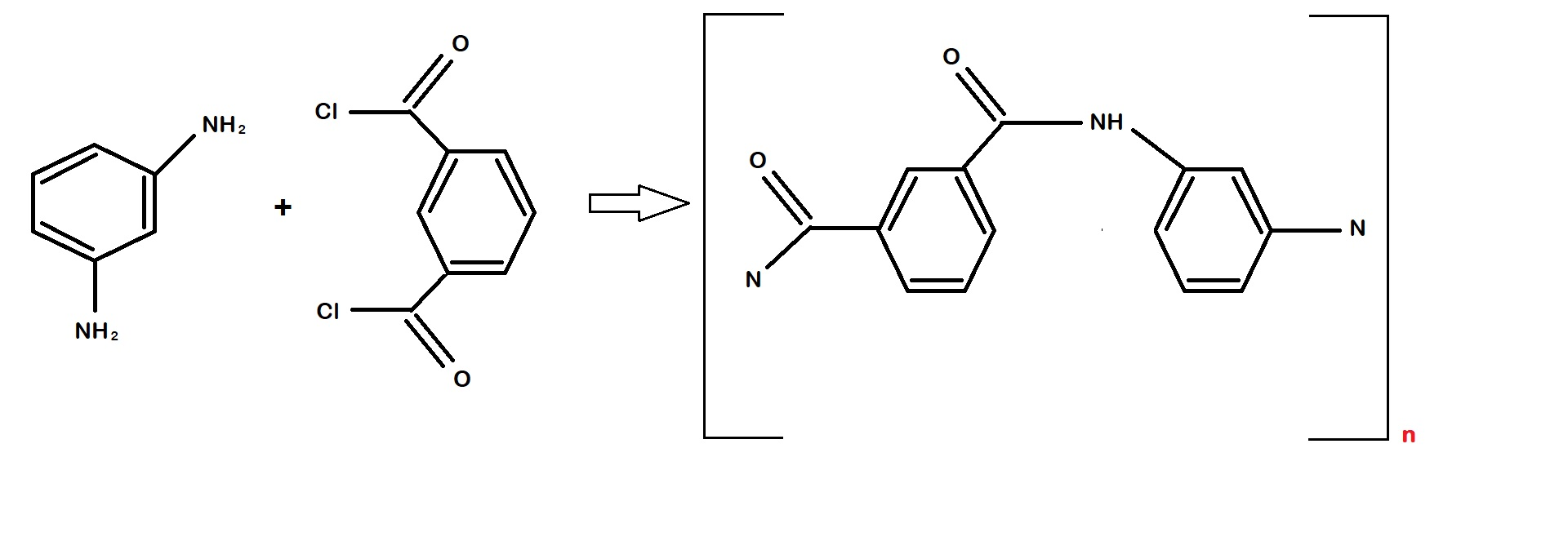
Reação de síntese do Nomex.

## Aplicações
Uma característica do Nomex (meta-aramida) é a sua aplicação em diversos setores. Esse polímero está presente nos segmentos de:
- Equipamentos de distribuição e geração de energia;
- Equipamentos de proteção pessoal industrial;
- Equipamentos de proteção contra fogo e calor para bombeiros;
- Equipamentos de proteção para militares;
- Componentes automotivos resistentes ao intenso calor;
- Componentes utilizados na indústria aeroespacial;
- Sistemas de filtragem e de freios;
- Sacos de filtros para gases de pilhas quentes;
- Cintas de secador para fabricantes de papel.

No setor automobilístico, o Nomex é utilizado principalmente em componentes do motor dos veículos. As diversas mangueiras que alimentam os motores são de Nomex, por exemplo. Sua alta resistência ao calor é fundamental para desempenhar essas funções com excelência, especialmente em partes dos veículos que alcançam extremas temperaturas. No setor de energia, o Nomex é utilizado como isolante elétrico. No setor aeroespacial, esse polímero é utilizado como componente no chão, parede e tetos dos aviões. O Nomex é utilizado também no compartimento de armazenamento das malas de bagagem de mão, em partes das asas dos aviões e nas pás do rotor de helicópteros. No setor militar e de polícia, esse polímero é utilziado nas vestimentas e uniformes, promovendo mais segurança contra impacto e calor. Além disso, o Nomex é utilizado em uniformes de bombeiros e como equipamento de segurança pessoal (EPI) em diversos setores da indústria.

## Destino final e reciclagem
Devido às suas propriedades físicas, o Nomex e qualquer outra aramida (seja para-aramida ou meta-aramida) são materiais de difícil reciclagem. Porém existem processos sim de reciclagem desses materiais. O Nomex é um material de difícil degradação ambiental, portanto deve ser reciclado/tratado e não descartado.

## Produção
O polímero é produzido por reação de condensação dos monômeros m-fenilenodiamina e cloreto de isoftaloíla.